# Ethel Lilian Voynich
Ethel Voynich (11 de maig de 1864 - 27 de juliol de 1960) va ser una novel·lista i música irlandesa, que va significar-se pel seu suport a diverses causes revolucionàries. Va ser una figura molt popular en l'escena literària victoriana, especialment entre els cercles d'emigrants russos. És reconeguda per la novel·la The Gadfly, molt popular entre els seus contemporanis.

## Biografia
Ethel Lilian Boole va néixer l'11 de maig de 1864, a Ballintemple, Cork (Irlanda), essent la filla petita del matemàtic George Boole (pare de la lògica booleana) i de la filòsofa i escriptora feminista Mary Everest, qui era la neboda de George Everest i va publicar els seus escrits a la revista The Crank, a inicis del segle xx. El seu pare va morir sis mesos després del seu naixement, motiu pel qual la seva mare va retornar a Anglaterra, d'on era originària, amb les seves filles.
Als divuit anys, va rebre una herència, que li va permetre estudiar piano i composició musical al Hochschule pell Musik de Berlín, entre 1882 i 1885. Durant aquest període se sent cada vegada més atreta per la política revolucionària. Al seu retorn a Londres aprèn rus amb Sergei Kravchinski, conegut com a Stepniak qui l'anima a anar a Rússia. De 1887 a 1889 treballa com institutriu a Sant Petersburg, on s'allotja amb la cunyada de Kravchinski. A través d'ella, s'involucra amb el moviment revolucionari Naródnik. De retorn a Regne Unit, s'estableix a Londres i s'implica en l'activitat pro-Revolucionària. Al costat de Kravchinski funda la Societat d'Amics de Rússia Lliure, i ajuda a editar Rússia Lliure, la revista en llengua anglesa dels Naródnik.
En 1890 coneix a Wilfrid Michał Habdank-Wojnicz, un revolucionari qui havia fugit de Sibèria. Ell tradueix el seu nom a l'anglès com Wilfrid Voynich i es converteix en un comerciant de llibres antics (donant el seu nom finalment a el manuscrit Voynich). En poc temps Voynich es convirtiria en el company de vida d'Ethel. L'any 1895 ja vivien junts i Ethel s'anomenava a si mateixa senyora Voynich. Finalment, el 1902 es van casar.
El 1897 Ethel va publicar la seva obra The Gadfly (El tàvec), on narrava la història d'un revolucionari italià i es va convertir en un èxit internacional de manera immediata, especialment a la Unió Soviètica i la República Popular de la Xina, on es considerava ideològicament útil.
Posteriorment va publicar tres novel·les més: Jack Raymond (1901), Oliva Latham (1904) i Una Amistat Interrompuda (1910), encara que cap d'elles va assolir la popularitat del seu primer llibre.
El 1920, Ethel i Voynich van emigrar als Estats Units, després que Voynich havia traslladat el seu negoci de llibres a Nova York. En aquest temps, ella es va concentrar més en la música, mentre treballava en una escola, tot i que continua la seva carrera d'escriptora, traduint del rus, polonès i francès. Va publicar una darrera novel·la el 1945.
Ethel no va ser conscient de l'èxit de The Gadfly  a la Unió Soviètica fins que un diplomàtic rus li ho va explicar el 1955. A través del polític i advocat Adlai Stevenson va arribar a percebre només una petita part dels drets d'autor de l'obra.

## Presumpta relació amb REILLY
Segons el periodista britànic Robin Bruce Lockhart, el 1895 Ethel va conèixer a Londres a Sidney Reilly, un aventurer nascut rus i agent secret emprat pel Servei d'Intel·ligència Secret Britànic (BSIS). El pare del periodista, R.H. Bruce Lockhart, era un agent del BSIS que coneixia Reilly, i va afirmar que Reilly i Ethel van estar enamorats i van viatjar a Itàlia junts. Durant el seu idil·li Reilly diu haver "despullat la seva ànima al seu amant", i li va revelar la història de les seves estranyes aventures a Sud-amèrica. Després d'aquest breu idili, cadascú va seguir camins diferents i Ethel va publicar El Tàvec, basant el caràcter del seu personatge principal en Reilly. No obstant, Lockhart no va donar cap evidència de les seves afirmacions, per la qual cosa Andrew Cook, un historiador i cèlebre biògraf de Reilly, va refutar convincentment la història de Lockhart tot suggerint en canvi, que Reilly pogués haver estat informant sobre Ethel i les seves activitats polítiques a William Melville, membre de la Branca Especial de la Policia Metropolitana. No hi ha cap evidència que Reilly hagués conegut a Ethel Voynich o al seu marit Wilfrid. No obstant això, una nova prova, obtinguda de la comunicació arxivada entre Anne Fremantle, que va intentar fer una biografia d'Ethel Lilian, i un parent d'Ethel, mostra que una relació d'algun tipus va tenir lloc entre Reilly i ella a Florència, l'ana 1895.

## Obra

### El Tàvec
Ethel és famosa per la seva primera novel·la El Tàvec, publicada primer en 1897 als Estats Units (juny) i Gran Bretanya (setembre), on explica la història d'un revolucionari a Itàlia. Aquesta novel·la va ser molt popular a la Unió Soviètica, arribant a ser el major èxit en vendes i una lectura obligatòria, on va ser vista com ideològicament útil; per raons similars, la novel·la també va ser molt famosa a la República Popular de la Xina. En el moment en què Ethel mori, El Tàvec havia venut unes 2,500,000 còpies a la Unió Soviètica i se n'havien fet dues pel·lícules, la primera el 1928 a la República Socialista Soviètica de Geòrgia (Krazana) i una altra el 1955 (The Gadfly).
Dmitri Shostakóvich va escriure la partitura (The Gadfly Suite) que juntament amb altres fragments va popularitzar el moviment Romanç. El 1980 la novel·la va ser adaptada també a una minisèrie de televisió homònima, amb Sergei Bondarchuk com a Pare Montanelli.
Altres novel·les
Les altres novel·les d'Ethel, es relacionen amb El Tàvec, i amplien la narrativa per cobrir les vides de la família i dels avantpassats del protagonista. La seva última novel·la Put Off Thy Shoes és una "llarga i multigeneracional crònica" ambientada al segle xviii i que tracta dels avantpassats britànics del Tàvec.
Música
Ethel va començar a compondre música al voltant de 1910. Es va unir a la Societat de Dones Músiques durant la Primera Guerra Mundial. Després que ella i el seu marit es traslladessin a Nova York, es va dedicar molt més a la música, creant moltes adaptacions i transcripcions de treballs existents. El 1931 va publicar un volum editat de cartes de Chopin.

## Llegat
L'any 1970, l'astrònoma soviètica Tamara Mikhailovna Smirnova va batejar un nou asteriode com 2032 Ethel en homenatge a l'escriptora.